# سالتين

مقاطعة نورلاند. سالتين باللون البنفسجي

سالتين (بالنرويجية: Salten) هي منطقة في مقاطعة نورلاند في النرويج. وتشمل بلديات ميلوي، غيلدسكول، بودو، بيارن، سالتدال، فاوسكه، سورفولد، ستيجن، وهاماروي. تغطّي سالتين مساحة قدرها حوالي 11,250 كيلومتر مربع ويبلغ عدد سكانها (2011) حوالي 78,680 نسمة.
حدود المنطقة هي هيلجلاند في الجنوب وأوفوتن في الشمال والسويد في الشرق، وفست فيوردن (وجزر لوفوتن) في الغرب.
من المعروف جيولوجياً أن سالتين هي أكبر مناطق تواجد الرخام في البلاد. هناك العديد من المضايق والجبال التي تصل إلى البحر في كثير من الأحيان. بودو هي مركز تجمع السكان الرئيسي في المنطقة، في حين أن فاوسكه هو مركز ثانوي.

## معرض صور

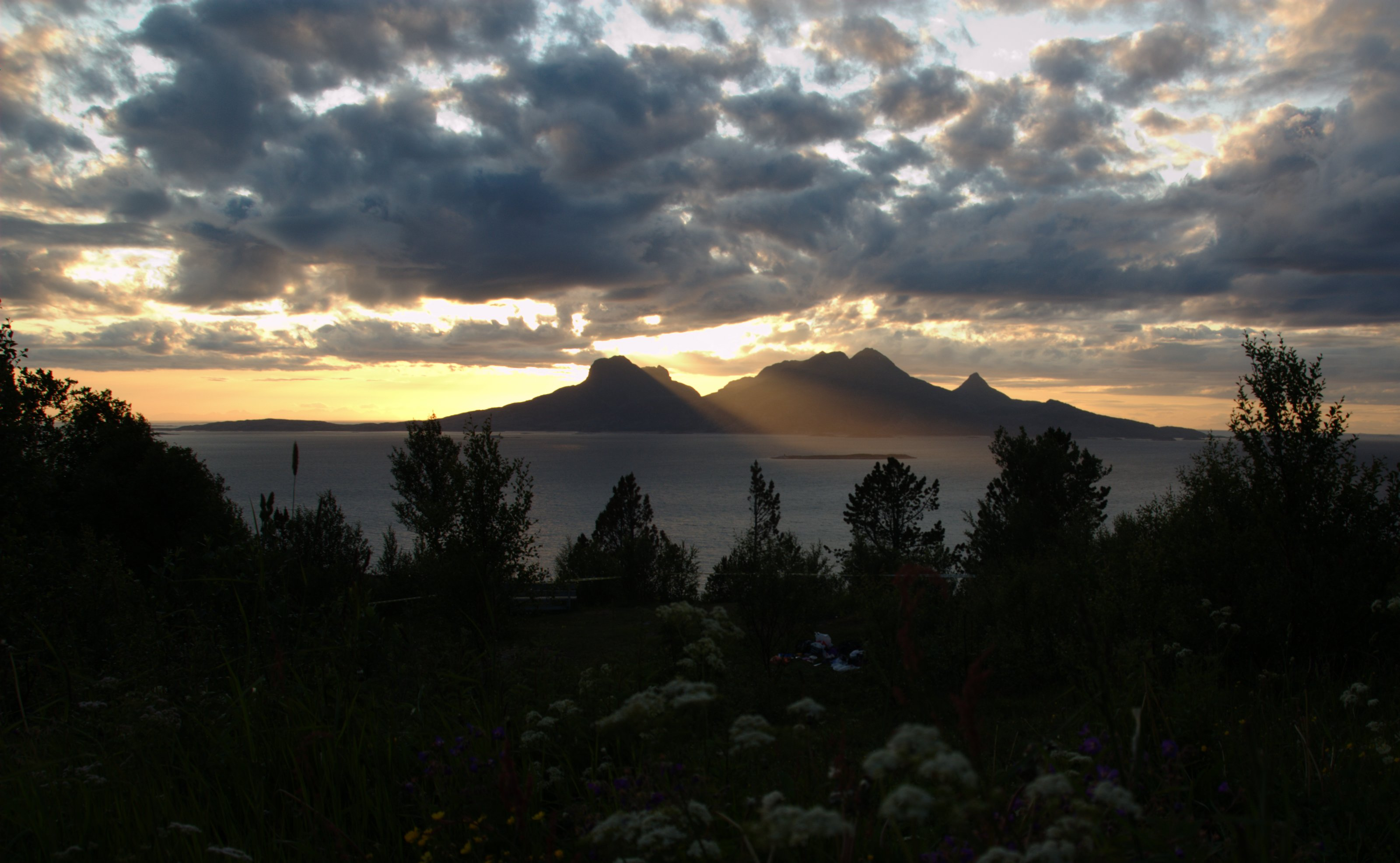
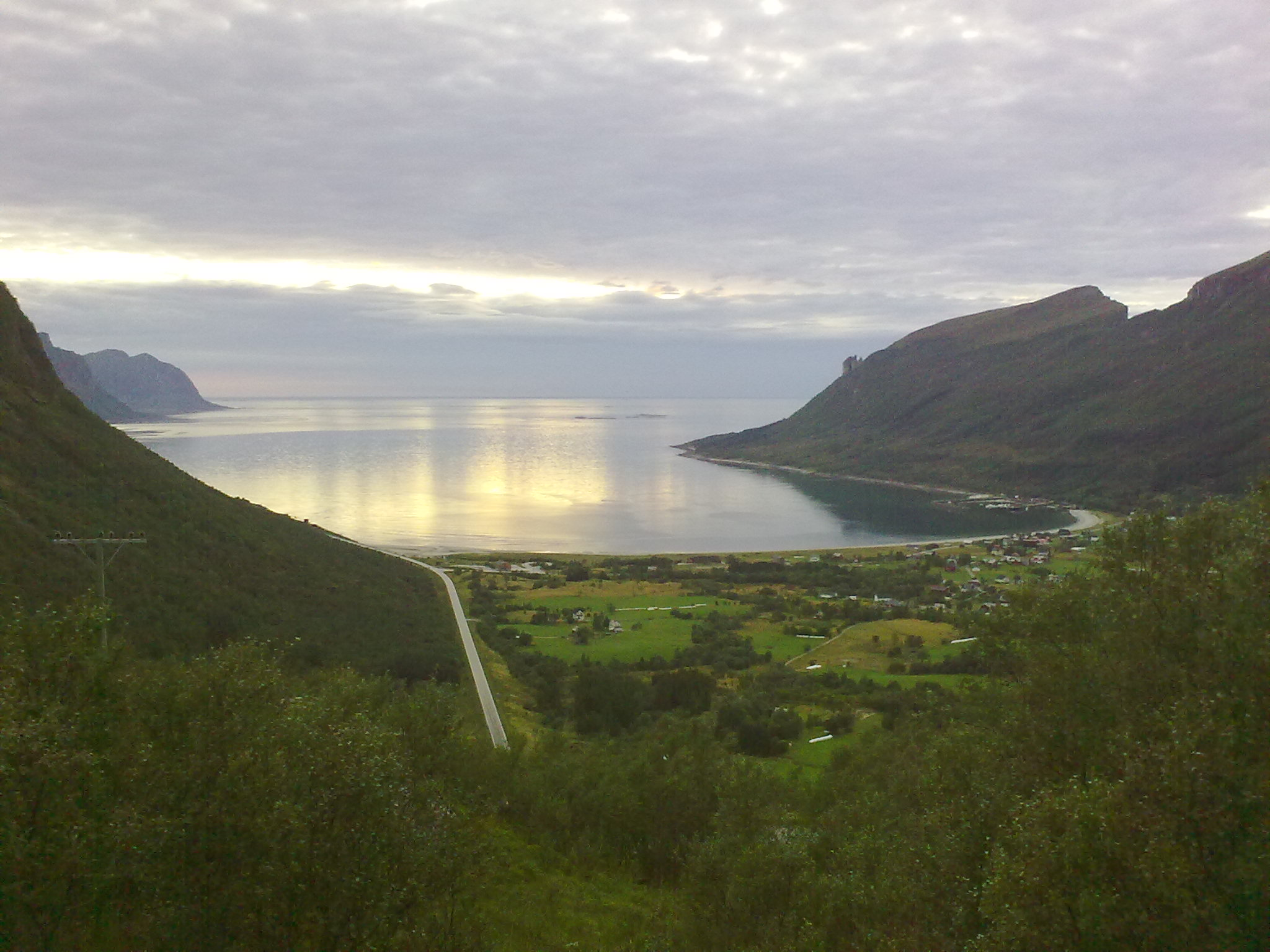
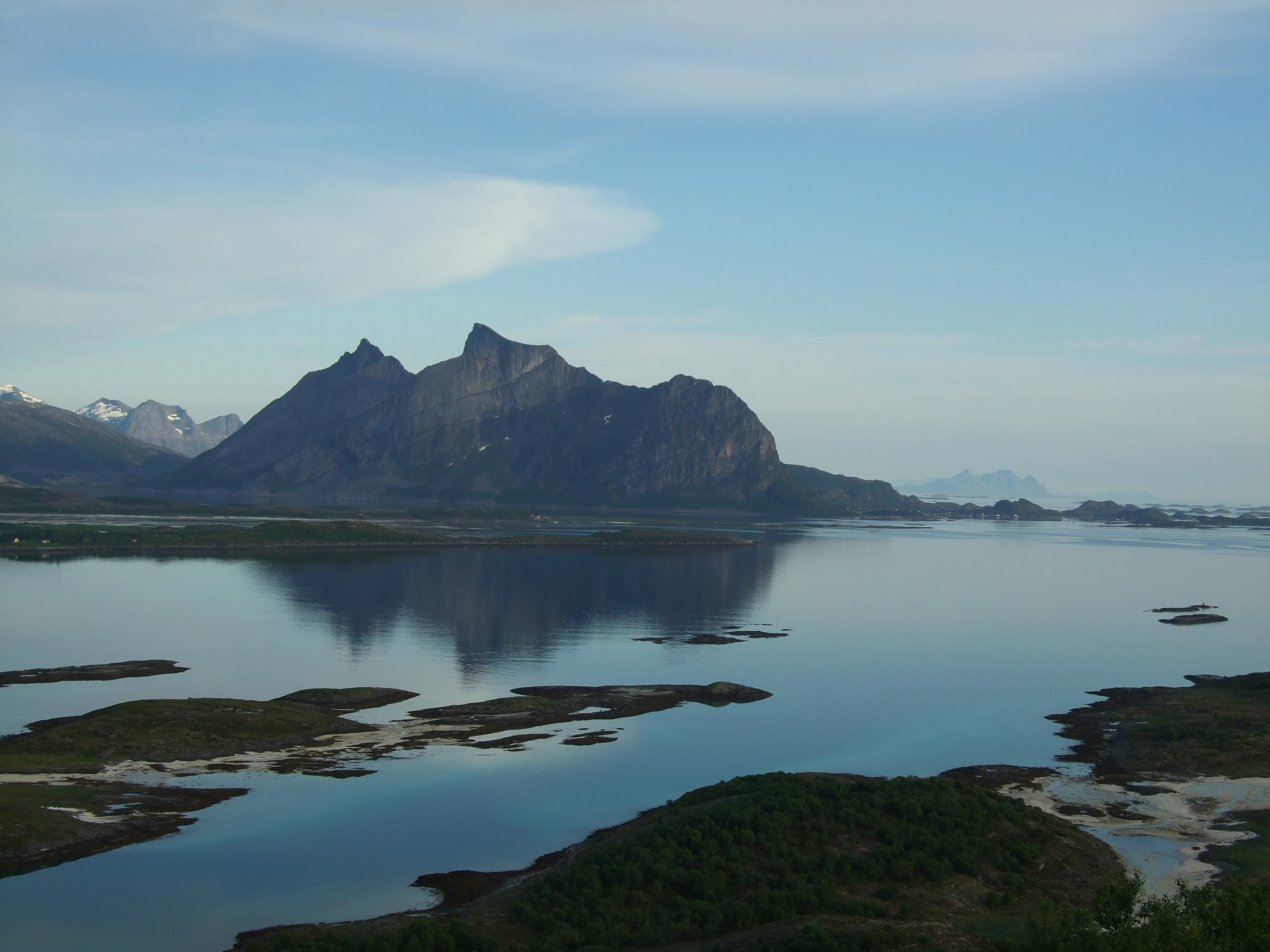
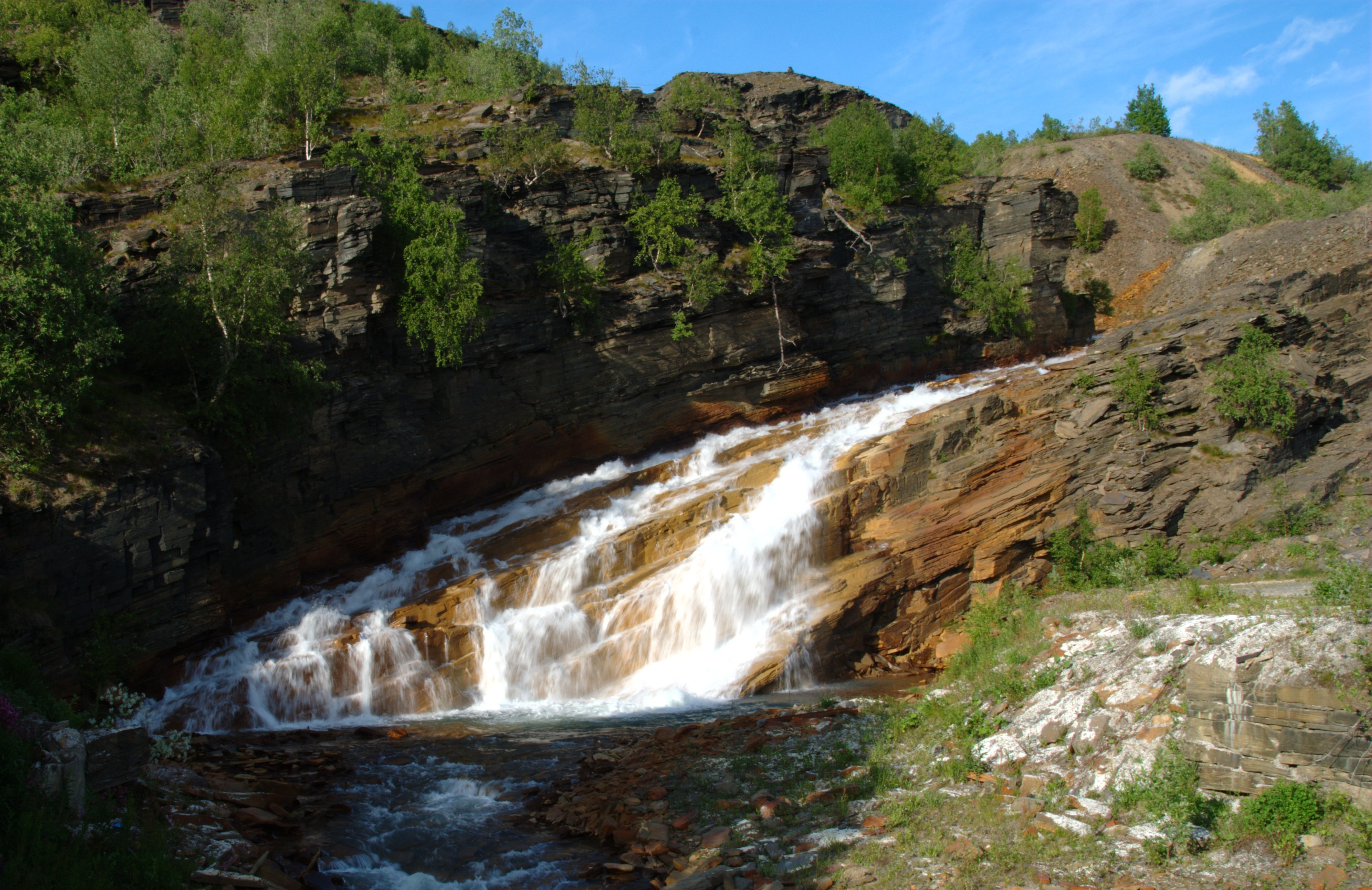